# Konfession
Als Konfession (lateinisch confessio ‚Geständnis‘, ‚Bekenntnis‘, ‚Beichte‘) wird im heutigen Sprachgebrauch eine Untergruppe innerhalb einer Religion (ursprünglich nur der christlichen) bezeichnet, die sich in Lehre, Organisation oder Praxis von anderen Untergruppen unterscheidet.
Der im Christentum entstandene Begriff bedeutete in der christlichen Theologie ursprünglich eine Zusammenfassung von Glaubenssätzen. Daher wird der Ausdruck Konfession für eine christliche Richtung verwendet, die sich durch ein gemeinsames Bekenntnis von anderen christlichen Richtungen unterscheidet; in weiterem Sinn umfasst der Begriff christliche Richtungen allgemein, also die unterschiedlichen christlichen Kirchen und Gruppierungen.
In der Bevölkerungsstatistik wird unter Konfession in der Regel die Zugehörigkeit zu einer Religionsgemeinschaft verstanden. Siehe dazu: Religionen in Deutschland.

## Begriffsgeschichte
Konfession (von lateinisch confessio ‚Geständnis‘, ‚Bekenntnis‘, ‚Beichte‘) bezeichnete ursprünglich ein Bekenntnis im geistlichen oder strafrechtlichen Sinn. Im Mittelalter wurde damit auch die Beichte in der römisch-katholischen Kirche bezeichnet.
Im Zuge der Reformation bildete die Konfession das Glaubensbekenntnis einer protestantischen Partei (z. B. Augsburger Konfession, Heidelberger Katechismus). Dieses wurde gleichsam zur identitätsstiftenden Gründungsurkunde der jeweiligen Religionspartei.
Durch den inneren Zusammenhang von geistlicher Orientierung und politischer Kirchenhoheit (cuius regio, eius religio) wandelte sich die Bedeutung vom speziellen Konfessionsbegriff als formuliertes Bekenntnis zur jeweils zugehörigen Kirche. Neben evangelischen Kirchen mit lutherischem und reformiertem Bekenntnisstand bildeten sich – teils nach Überwinden der theologischen Unterschiede, teils durch ökonomische oder politische Zwänge bedingt – nach der Aufklärung unierte Kirchen, die sich entweder sowohl auf die lutherischen als auch auf die reformierten Bekenntnistexte gründen oder diese Unterschiede überwinden wollten. In der Praxis spielen die Unterschiede heute innerhalb der evangelischen Konfessionen keine große Rolle mehr. In Deutschland wechseln Angehörige einer evangelischen Landeskirche ihre Konfession schon alleine durch den Umzug in den Bereich einer Landeskirche anderer Konfession.
Die orthodoxe und die römisch-katholische Kirche verstehen sich selbst nicht in diesem Sinn als Konfession, da sie sich nicht durch die Vereinbarung einer gemeinsamen Bekenntnisformulierung konstituiert haben. Sie werden jedoch seit dem Konzil von Trient gewöhnlich unter dem Begriff mit eingeschlossen.
Die Bezeichnung erfuhr eine Bedeutungserweiterung, als im 19. Jahrhundert zahlreiche Gruppen in den deutschsprachigen Raum eindrangen, die sich nach angelsächsischem Sprachgebrauch nicht durch ihr spezifisches Bekenntnis, sondern durch ihre spezifische Bezeichnung (englisch denomination) unterschieden. Das englische Wort Denomination fand jedoch kaum Eingang in den deutschen Sprachgebrauch, stattdessen nannte man alsbald alle etablierten unterschiedlichen christlichen Strömungen Konfessionen, sofern sie nicht als Sekte marginalisiert wurden.

## Christliche Konfessionen
Eine Konfession im Christentum ist eine Kirche oder ein Verband von Kirchen oder Kirchengemeinden, die sich in ihren Lehren von anderen Konfessionen abgrenzt. Die drei Hauptkonfessionen sind die Zugehörigkeit zur römisch-katholischen Kirche, zu den orthodoxen Kirchen oder den evangelischen Kirchen. Daneben existieren u. a. auch die Orientalisch-orthodoxen Kirchen, hierbei handelt es sich im Wesentlichen um Ostkirchen, welche sich nach dem Konzil von Ephesos (431) oder nach dem Konzil von Chalcedon (451) von der römischen Reichskirche trennten (z. B. Syrisch-Orthodoxe Kirche von Antiochien).
Der Protestantismus wiederum hatte sich bereits in der Reformationszeit zunächst in eine lutherische, eine reformierte und eine täuferische Konfession geteilt; im Laufe der Jahrhunderte kamen u. a. die Baptisten, die Methodisten und die Anglikaner hinzu, die heute ebenfalls zu den evangelischen Konfessionen gezählt werden.
Von Konfessionen zu unterscheiden sind sogenannte Bewegungen, wie z. B. der Pietismus, die Pfingstbewegung und die Charismatische Bewegung sowie der Evangelikalismus (wobei dieser in weiten Teilen auch als – freilich inoffizielle – „Dachbewegung“ der beiden Erstgenannten gelten kann). Solche Bewegungen sind in der Regel, zumindest formal, konfessionsübergreifend oder haben keine diesbezüglichen Grenzen definiert. Dies trifft grundsätzlich auch auf die vier exemplarisch aufgeführten Bewegungen zu, in der Praxis bewegen diese sich aber entweder ganz (Pietismus) oder ganz überwiegend (Pfingstler und Charismatiker, Evangelikale) auf dem Boden des protestantischen Bekenntnisses. Zu den katholischen Bewegungen zählen die Charismatische Erneuerung oder die Gemeinschaft Sant’Egidio.
Konfessionen wie Bewegungen üben normalerweise prägenden Einfluss sowohl auf die Theologie als auch auf die Praxis (z. B. Liturgie) ihrer jeweiligen Gemeinden aus. Trotzdem dient zumindest der Terminus „Konfession“ auch zur Beschreibung von kongregationalistischen Gruppen, in denen anstelle einer übergeordneten Kirche in erster Linie die einzelnen Gemeinden selbst das eigentliche Glaubensbekenntnis definieren, so u. a. bei den Mennoniten, Baptisten und Pfingstlern.
Die Anwendung des Terminus „Konfession“ auf eine bestimmte Gruppe von Gläubigen setzt nicht notwendigerweise die Anerkennung einer Gleichwertigkeit aller Konfessionen voraus. Bestimmte Glaubensgemeinschaften, wie z. B. die römisch-katholische oder die orthodoxe Kirche, verwenden den Terminus nicht für sich selbst.

## Konfessionsbildung
Die Bildung von Konfessionen kann sich schrittweise über ausgedehnte Zeiträume und aus einem Zusammenspiel verschiedener theologischer, kultureller und politischer Faktoren entwickeln wie beispielsweise beim morgenländischen Schisma.
Des Weiteren kann eine Konfession innerhalb wesentlich kürzerer Zeit durch eine geistliche oder theologische Erneuerung oder durch eine Erweckung in einer bestehenden Kirche entstehen und sich dann zu einer eigenen Gruppe entwickeln, beispielsweise die Lutheraner aus der römisch-katholischen Kirche oder der Methodismus aus der Church of England. Ebenso kann eine neue Konfession durch Abspaltung von einer bestehenden Gruppe entstehen, oft aufgrund der Einführung von Neuerungen, die von einer Minderheit der bestehenden Gruppe nicht mitgetragen werden, worauf sich diese Minderheit selbständig macht, beispielsweise die Altkatholiken.
In einigen Fällen haben sich neue Konfessionen durch die Vereinigung von bestehenden Konfessionen gebildet, beispielsweise die United Church of Canada aus der lutherischen, presbyterischen und methodistischen Kirche.
Einige wenige Konfessionen berufen sich bezüglich ihrer Entstehung auf spezifische neue Offenbarungen, beispielsweise der Mormonismus.

## Überkonfessionell
Laut Wörterbuch heißt überkonfessionell „die Konfessionen übergreifend, nicht von ihnen abhängend“. Ein Überkonfessioneller ist nach seinem Selbstverständnis Christ und sieht sich als Teil der Gemeinschaft der Christen, ohne an eine Konfession gebunden zu sein. Es gibt auch überkonfessionelle Glaubensgemeinschaften und Vereine, welche ebenfalls von einer Konfession unabhängig sind und fast ausschließlich die Bibel als Lehre nehmen (jedoch sind diese Gemeinschaften fast durchweg im weiteren evangelischen Bereich anzusiedeln und weniger im katholischen oder orthodoxen; da sie meist das reformatorische Prinzip sola scriptura vertreten). Vor allem im englischsprachigen Raum spielen die „Non-Denominational Churches“ (englisch non-denominational ‚nicht konfessionsgebunden‘; nicht zu verwechseln mit engl. un-denominational ‚un-konfessionell‘, also konfessionslos) seit Mitte des 20. Jahrhunderts eine zunehmende Rolle. „Überkonfessionell“ ist daher auf keinen Fall mit den beiden Begriffen konfessionslos oder ökumenisch gleichzusetzen. Ökumenische Werke können allerdings in verschiedenen Bereichen überkonfessionell arbeiten.
Bekannte Beispiele überkonfessioneller Gemeinschaften und Werke in Deutschland sind etwa die Herrnhuter Brüdergemeine, der Gideonbund, die Heilsarmee, die ICF Church, die Jesus Freaks und die Calvary Chapels.
Aus der Zeit des Nationalsozialismus stammt der Begriff gottgläubig. Als „gottgläubig“ galt, wer sich von den anerkannten Religionsgemeinschaften abgewandt hatte, jedoch nicht glaubenslos war.

## Nichtchristliche Konfessionen
Mittlerweile wird gelegentlich die Bezeichnung Konfession auch auf andere Religionen als das Christentum angewendet. Christliche Theologen vertreten jedoch die Auffassung, dass der Begriff Konfession sachgemäß nicht auf Gruppierungen innerhalb nichtchristlicher Religionen angewendet werden könne. Diese werden beispielsweise als Richtungen, Schulen, Strömungen oder Traditionen bezeichnet. Im Englischen wird meist das Wort Denomination gebraucht, das ansatzweise auch im Deutschen Verwendung findet.